# Mono (manga)
Mono (estilizado como mono) es una serie de manga japonesa de cuatro paneles escrita e ilustrada por Afro. La serie comenzó a publicarse en la revista Manga Time Kirara Miracle! de Houbunsha en mayo de 2017 y luego se transfirió a la revista Manga Time Kirara Carat en diciembre de 2017. Una adaptación televisiva de anime producida por Soignese emitió en abril a junio de 2025.

## Sinopsis
El Club de Fotografía y el Club de Cine corren el riesgo de ser clausurados, pero Satsuki, An y Sakurako deciden unir fuerzas y formar el Club de Cinefoto. Juntos, exploran la belleza natural de Japón, prueban diversos dispositivos de alta tecnología, además de equipos de fotografía y cine, y disfrutan de la deliciosa gastronomía local.

## Personajes
Satsuki Amamiya (雨宮 さつき Amamiya Satsuki?)
 Seiyū: Haruna Mikawa, Ixchel León (español latino)
An Kiriyama (霧山 アン Kiriyama An?)
 Seiyū: Aoi Koga, Erika Ugalde (español latino)
Sakurako Shikishima (敷島 桜子 Shikishima Sakurako?)
 Seiyū: Hikaru Tono, Lili Vela (español latino)
Haruno Akiyama (秋山 春乃 Akiyama Haruno?)
 Seiyū: Reina Ueda, Alexa Navarro (español latino)
Kako Komada (駒田 華子 Komada Kako?)
 Seiyū: Maki Kawase, Casandra Acevedo (español latino)
Torayo Kurokuma (玄熊虎代 Kurokuma Torayo?) / Kurokuma-sensei (クロクマ先生?)
 Seiyū: Hina Yōmiya, Polly Huerta (español latino)

## Contenido de la obra

### Manga
Mono está escrita e ilustrada por Afro y comenzó a serializarse en la revista Manga Time Kirara Miracle! de Houbunsha el 16 de mayo de 2017. Después de que se publicara el número final de Manga Time Kirara Miracle! el 16 de octubre de 2017, la serie se transfirió a la revista Manga Time Kirara Carat el 28 de diciembre de ese mismo año. Los capítulos de la serie se han recopilado en cuatro volúmenes tankōbon a partir de abril de 2024.
En junio de 2024, Yen Press anunció que licenciaron la serie para su publicación en inglés a partir de noviembre de 2024.
Un capítulo de colaboración con la otra serie de Afro, Yuru Camp△, se publicó en la edición de marzo de 2021 de Manga Time Kirara Carat el 28 de enero de 2021.
| Volúmenes de manga publicados | Volúmenes de manga publicados | Volúmenes de manga publicados |
| Número                        | Fecha de lanzamiento          | ISBN                          |
| ----------------------------- | ----------------------------- | ----------------------------- |
| 1                             | 25 de octubre de 2018         | ISBN 978-4-8322-4989-9        |
| 2                             | 25 de febrero de 2021         | ISBN 978-4-8322-7256-9        |
| 3                             | 27 de octubre de 2022         | ISBN 978-4-8322-7411-2        |
| 4                             | 25 de abril de 2024           | ISBN 978-4-8322-9543-8        |

### Anime
El 22 de marzo de 2024 se anunció una adaptación de la serie de televisión de anime. Está producida por Aniplex, animada por Soigney dirigida por Ryota Aikei, con Yoko Yonaiyama escribiendo guiones de la serie, Takuya Miyahara diseñando los personajes y Hajime Hyakkoku componiendo la música. La serie se emitió del 12 de abril al 28 de junio de 2025 en Tokyo MX y otras cadenas. El tema final es "Weekend Roll", interpretado por Halca. Aniplex of America obtuvo la licencia de la serie y lo transmite en Crunchyroll. Plus Media Networks Asia obtuvo la licencia de la serie en el Sudeste Asiático y la transmite en Aniplus Asia.
El 3 de mayo de 2025, la serie tuvo un doblaje en español latino, el cual fue estrenado por Crunchyroll.